# اوتکیربک حیدرف
اوتکیربک حیدرف (انگلیسی: Utkirbek Haydarov؛ زادهٔ ۲۵ ژانویهٔ ۱۹۷۴) بوکسور اهل ازبکستان است.